# Bataille d'Altopascio
Guerres entre guelfes et gibelins
Batailles
1150 – 1200
- Vernavola (1154)
- Spolète (1155)
- Tortone (1155)
- Milan (1158)
- Siziano (1159)
- Crema (1159)
- Carcano (1160)
- Milan (1162)
- Prataporci (1167)
- Alexandrie (1174-1175)
- Legnano (1176)

1201 – 1250
- Calcinato (1201)
- Casei Gerola (1213)
- Cortenuova (1237)
- Brescia (1238)
- Faenza (1239)
- Giglio (1241)
- Viterbe (1243)
- Parme (1248)
- Fossalta (1249)
- Cingoli (1250)

1251 – 1300
- Bataille de Montebruno (1255)
- Cassano (1259)
- Montaperti (1260)
- Bénévent (1266)
- Tagliacozzo (1268)
- Colle (1269)
- Roccavione (1275)
- Desio (1277)
- Forlì (1282)
- Pieve al Toppo (1288)
- Campaldino (1289)

1301 – 1350
- Pavie (1302)
- La Lastra (1304)
- Milan (1311)
- Soncino (1312)
- Gaggiano (1313)
- Rho (1313)
- Ponte San Pietro (1313)
- Scrivia (1315)
- Montecatini (1315)
- Pavie (1315)
- Sestri (1318)
- Bardi (1321)
- Mirandola (1321)
- Gorgonzola (1323)
- Vaprio d'Adda (1324)
- Altopascio (1324)
- Zappolino (1325)
- San Felice (1332)
- San Quirico (1341)
- Gamenario (1345)

1351 – 1402
- Mirandola (1355)
- Casorate (1356)
- Solara (1356)
- Alexandrie (1391)
- Casalecchio (1402)

La Bataille de Altopascio est une bataille survenue le 23 septembre 1325 entre les troupes gibelines lucquoises de Castruccio Castracani degli Antelminelli et les alliés milanais d'Azzone Visconti d'une part, et les forces guelfes florentines et siennoises menées par Ramon de Cardona, capitaine de la garde pontificale sous Jean XXII. Elle s'inscrit dans le cadre plus général de la guerre entre guelfes et gibelins.

## Contexte historique

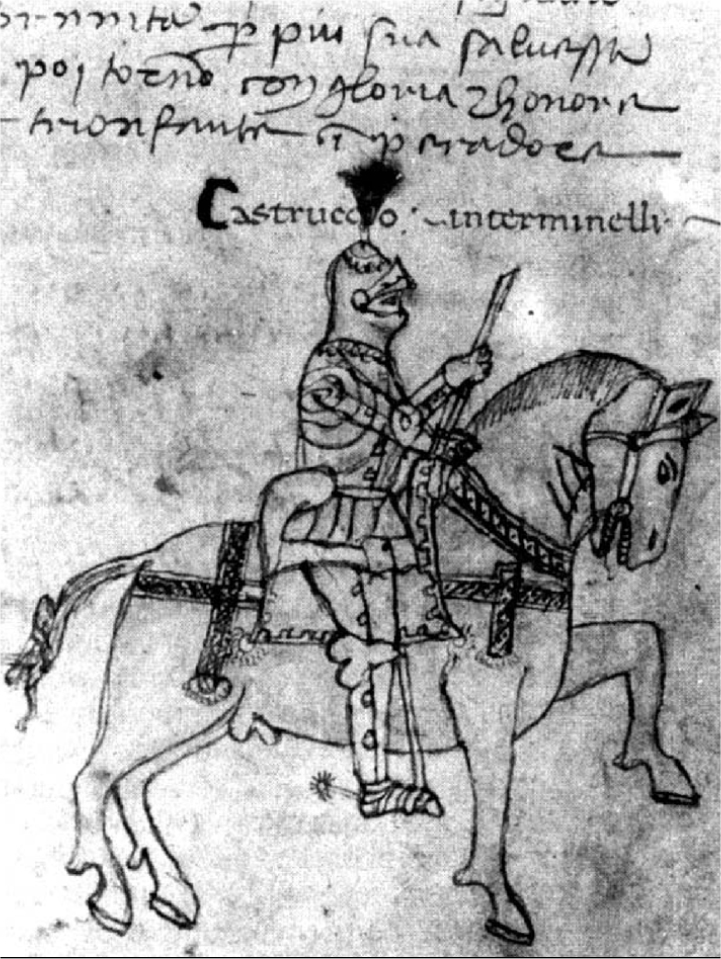
Castruccio Castracani, Bibliothèque d'État de Lucques.

Après avoir soumis d'autres centres gibelins, Castruccio conquiert Pistoia et menace Florence elle-même. Les troupes florentines se déplacent en force pour attaquer Castruccio à Altopascio, mais celui-ci, ne se jugeant pas encore prêt à livrer bataille et attendant des renforts des Bonacossi, des Visconti et de Cangrande della Scala, choisit une tactique dilatoire et s'installe près de l'actuel Montecarlo.
D'après ce que raconte Machiavel dans les "Histoires florentines", les troupes florentines et alliées sont composées d'environ 20 000 fantassins et 3 000 cavaliers. Ces troupes partent de Florence au début du mois de juin 1325 en direction de la ville d'Altopascio. Assiégée par Cardona, la petite garnison d'Altopascio, composée de 500 hommes, doit se rendre aux forces ennemies prédominantes, constituées de 15 000 fantassins et 2 500 cavaliers. Ces forces sont en grande partie composées de mercenaires, dont des Français, des Allemands et des Bourguignons ; malgré le déséquilibre évident des forces, les habitants d'Altopascio réussissent à résister pendant 26 jours, du 3 au 29 août 1325. Les vainqueurs, établis à Altopascio, subissent de lourdes pertes en raison du climat malsain (la ville est alors entourée de zones marécageuses, en particulier le lac de Sesto) et des bagarres et de la corruption qui sévissent parmi les soldats. Pour cette raison, le 9 septembre, ils déplacent leur camp à la Badia Pozzeveri, mais se rendent vite compte qu'ils ont commis une erreur, car l'endroit est encore moins salubre et défendable.
Pendant ce temps, Castruccio, qui a réussi à établir une alliance avec les Milanais, renforce les positions de Vivinaia, du Cerruglio (aujourd'hui Montecarlo) et de Porcari.

## La bataille
Le 21 septembre, un groupe de soldats et de travailleurs envoyés par Cardona pour préparer un nouveau campement, dans une tentative de se déplacer vers la colline plus salubre de Montecarlo, est attaqué et détruit dans la zone entre Porcari et Montechiari. Le chef guelfe, craignant une perte de prestige, se prépare à réagir en déployant ses troupes dans la plaine d'Altopascio, qui lui offre plus de voies de fuite.
Les secours milanais tardent car Azzone Visconti, neveu de Galéas, vient d'arriver à Lucques après une longue chevauchée depuis Borgo San Donnino, et veut faire reposer ses troupes avant de descendre au combat. Selon certaines sources, Castruccio doit verser à l'avance 25 000 florins d'or pour son intervention. Selon Villani, pour convaincre Azzo, les plus belles femmes de Lucques sont également envoyées, y compris la propre femme de Castruccio, Pina des seigneurs de Corvaia.
Le 23 septembre 1325, Castruccio, avec l'aide également des Milanais d'Azzo Visconti et des Arétins de Guido Tarlati, doit accepter la bataille et affronter les guelfes en plein champ. Lors de la première attaque, les Florentins prennent l'avantage, mais lors de la deuxième charge de cavalerie, ils ne peuvent pas résister au contre-attaque et sont réduits au désarroi ; les fantassins florentins sont submergés par leurs propres cavaliers en retraite précipitée (Cardona lui-même s'enfuit), tandis que la cavalerie lucquoise coupe toutes les voies de fuite.

## Issue des combats et conséquences
Pour Castruccio, c'est une victoire éclatante : les Gibelins reconquièrent Altopascio et plusieurs autres villages, et tous les guelfes, y compris Cardona, sont faits prisonniers.
Le 29 septembre, même Signa tombe, et le 2 octobre Castruccio avance jusqu'à Peretola. Le 11 novembre (jour de la Saint-Martin), la ville de Lucques lui dédie un triomphe à la romaine, lors duquel est également montré le Carroccio conquis aux Florentins, avec la cloche sans battant et le drapeau florentin retourné. Aux portes de Florence, Castruccio et Azzone font courir, par dérision, trois palios : un de cavaliers, le deuxième de piétons et le troisième de prostituées, pour se venger de ce que les Florentins avaient fait deux ans plus tôt sous les murs de Milan. De plus, pour célébrer la victoire, Castruccio frappe une monnaie qui sera appelée castruccino.